# Сомов, Владимир Александрович (журналист)
Владимир Александрович Сомов (4 июня 1946, Нижний Новгород — 30 декабря 2017, Москва) — советский и российский журналист,
Лауреат премии Союза журналистов СССР (1986 г.), Лауреат премии Союза журналистов Москвы (1991 г.).

## Биография
Родился 4 июня 1946 года в городе Горький. В том же году переехал с семьей в город Городец.Учился в школе № 2 с 1953 по 1961. Потом семья переехала в город Подольск, где он пошёл в вечернюю школу № 6 и проучился там с 1961 по 1963.
В 1965 году поступил в МГУ на Юридический факультет, но в 1967 не сдав во время один предмет, ушёл в армию.
Служил с 1967 по 1968 в воинской части номер 78424 Белоруссии, а с 1968 по 1969 в воинской части номер 34530 Алейский район.
Вернувший, пытался восстановиться в МГУ, но за время службы в армии добавили новые предметы, которые необходимо было до сдавать.
В это время уже работал в Редакции газеты «Подольский рабочий» — Заведующим отделом промышленности. Там же он и познакомился со своей будущей супругой. В этот период своей жизни активно сочинял стихи.
В 1970 году женился. А в 1971 году у него родилась дочь.
Не переставал мечтать продолжить учиться и уже в 1971 году поступил в МГУП им. Ивана Федорова на факультет издательского дела и журналистики и успешно его закончил 1977 году.
В 1973 году переехал в Москву и устроился работать в редакцию газеты «Ленинское знамя» — зав. отделом науки.
В 1979 году у него родился сын.
А в 1981 году перешел в главное издание страны — газету «Правда» на должность заместитель главного редактора по агропромышленному отделу. Писал разгромные статьи про коррупцию в СССР в сельском хозяйстве. Статьи разбирали на высшем уровне. В это время выпустил несколько своих книг.
В 1986 году становится Лауреатом премии Союза журналистов СССР за статьи «Подряд на земле», «Эстонская вертикаль», «Вариант Вилия», «Секрет фирмы», анализирующие вопросы перестройки сельскохозяйственного производства.
Написал несколько докладов Горбачёву М. С.
Проработал в ней вплоть до 1990 года.
Уже к ближе к распаду Советского союза стал несогласен с линией партии и «положил партбилет на стол», после чего уволился из «Правды». Кто-то из коллег поддержал;  кто-то сильно критиковал, — но он решил, что будет до последнего продвигать свободу слова и мысли.
Короткое время проработал в газете «Рабочая трибуна», после чего в этом же 1990 году вместе с Анатолием Панковым открыл одну из самых первых демократических газет того времени «Куранты», где занимал должность первого заместителя главного редактора.
Это было тяжелое не только для страны время, но для него самого.
В 1991 году становится Лауреатом премии союза журналистов Москвы за серию материалов, опубликованных в газете «Куранты».
Работал там до 1993 года.
С 1993 по 1994 года работал в газете «Голос» заместителем главного редактора.
В это смутное время пришлось поработать в таких изданиях как «Смак» и «Спид Инфо».
С 1997 года начал работу в окружной газете города Москвы «За калужской заставой» в должности заместитель главного редактора. С начала 2000 года стал главным редактором, а позже и генеральным директором. При нём газета занимала несколько раз первое место среди Окружных газет города Москвы.
Редакции выпускала не только окружную, но и несколько районных газет. Работал там вплоть до конца 2004.
В 2004 году попал в больницу с язвой желудка, где врачи обнаружили рак желудка. В Российском онкологическом центре им. Н. Н. Блохина профессором Глушко Владимиром Алексеевичем была сделана уникальная на то время операция по полному удалению желудка.
Осенью 2004 года в Бакулевском кардиологическом центре была проведена операция по замене сердечного клапана.
После двух серьезных операций долго приходил в себя.
С работы уволился и посвятил оставшуюся жизнь семье. Занимался живописью (рисовал картины и иконы).
29 декабря 2017 года был госпитализирован в Городскую клиническую больницу № 20 с острыми болями в животе. Был экстренно прооперирован, но 30 декабря 2017 скончался от острой сердечной недостаточности. Похоронен на Перепечинском кладбище.

## Награды
- Лауреат премии Союза журналистов СССР (1986 г.)
- Лауреат премии Союза журналистов Москвы (1991 г.)